# Всеукраїнська учнівська олімпіада з інформаційних технологій
Всеукраїнська учнівська олімпіада з інформаційних технологій— щорічне учнівське змагання з інформаційних технологій, яке проводиться у відповідності до наказу Міністерства освіти і науки України, зосереджене на знаннях учнів в створенні інформаційних систем та баз даних, вебтехнологій. 
Основними засобами олімпіади є використання пакету MS Office (MS Excel, MS Access, MS Word, MS PowerPoint), SQL, HTML, CSS, JavaScript, графічних редакторів. Результатом змагання є підтримка та залучення учнів до покращення навиків з обробки великих даних, їх аналізу та візулізації, проектування систем. 
Тестові завдання олімпіади часто зосередженні на основах інформатики, а саме передбачають розуміння обробки зображень, теорії інформації, комп'ютерних мереж.

## Заключний етап Всеукраїнської олімпіади з інформаційних технологій
IV етап Всеукраїнської учнівської олімпіади з інформаційних технологій поділяється на два тури. Перший тур - комплексний. На ньому учасникам пропонується розв'язати задачі, поєднані однією темою та метою. Другий етап - це завдання більш ідейного плану, що потребують не стільки багаж навичок роботи в програмах пакету MS Office, як вміння знаходити раціональне нестандартне рішення повсякденних завдань. Комплект завдань для кожного класу в кожному турі однаковий. Ці два тури проводяться в два окремі дні, проте власне сама олімпіада охоплює зазвичай 4-5 днів.
Після виконання робіт 2 туру журі надає учасникам попередні результати з орієнтовним розподілом дипломів серед учасників кожного класу. Учасник у разі незгоди з отриманою оцінкою роботи може подати апеляцію у визначеній оргкомітетом формі на розгляд апеляційної комісії. Зазвичай рішення про допуск до апеляції виносять голова журі та експерт-консультант олімпіади.
За результатами апеляції журі коригує таблицю результатів та надає учасникам остаточні результати олімпіади із затвердженим на засіданні розподілом серед учасників дипломів. У відповідності до положення, затвердженого наказом Міністерства освіти і науки України, кількість переможців олімпіади не повинна перевищувати 50% від кількості учасників з орієнтовним розподілом дипломів у відношенні 1:2:3. Іншим учасникам вручаються дипломи учасника.

### Місця проведення заключних етапів Всеукраїнської учнівської олімпіади з інформаційних технологій
- 2012 — Дніпропетровськ
- 2013 — Дніпропетровськ
- 2014 — Тернопіль
- 2015 — Дніпропетровськ
- 2016 — Черкаси
- 2017 — Суми
- 2018 — Запоріжжя[5]
- 2019 — Дніпро
- 2020 — Херсон (IV етап скасовано у зв'язку з пандемією COVID-19)

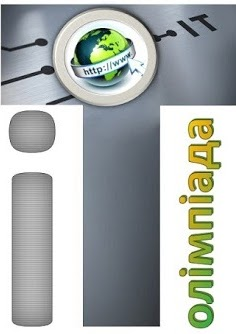
Логотип інтернет-олімпіади

- 2024 — Ужгород

## Інші види олімпіад з інформаційних технологій
Окрім всеукраїнської учнівської олімпіади з інформаційних технологій, існує однойменна інтернет-олімпіада.  
Всеукраїнська  учнівська  інтернет-олімпіада  з  інформаційних  технологій ,  у відповідності до наказу Міністерства освіти і науки України,  проводиться на базі Київського національного університету імені Тараса Шевченка спільно з Українським фізико-математичним ліцеєм КНУ імені Тараса Шевченка. Переможці змагання мають право брати участь у всеукраїнському етапі поза конкурсом.
Попередником даної олімпіади є дистанційна олімпіада з інфомаційних технологій ITOlymp. 

## Персоналії олімпіадного руху з інформаційних технологій
Автори проекту "Олімпіада з інформаційних технологій" - керівник інформаційно-аналітичного центру управління освіти та науки Дніпропетровської міської ради, Микола Миколайович Кузічев та учитель Дніпропетровського ліцею інформаційних технологій, Ірина Георгіївна Бондік. Саме вони були ініціаторами першого подібного змагання в Україні і більше десяти років поспіль проводили олімпіаду з інформаційних технологій в Дніпропетровську як комплекс змагань з офісних технологій, вебдизайну, комп'ютерної графіки та вебпрограмування. 2012 року завдяки їх зусиллям було започатковано Всеукраїнську учнівську олімпіаду з інформаційних технологій на основі номінації "офісні технології", після чого авторський проект вийшов на якісно новий рівень свого розвитку.
Серед найбільш активних пропагандистів та організаторів олімпіадного руху в сфері інформаційних технологій найбільша частка припадає на працівників освіти міста Дніпропетровська та Києва. Окрім авторів проекту це, зокрема, доцент кафедри методики природничо-математичної освіти і технологій, методист НМЦ технологій, кандидат фізико-математичних наук, Заслужений учитель України, Олександр Борисович Рудик - голова оргкомітету київської міської олімпіади з інформаційних технологій; доцент кафедри математичної інформатики факультету кібернетики Київського національного університету імені Тараса Шевченка, кандидат фізико-математичних наук, Ігор Олександрович Завадський - багаторазовий автор завдань IV етапу Всеукраїнських учнівських олімпіад з інформаційних технологій. Також сприяють розвитку олімпіадного руху України з інформаційних технологій вчителі Дніпропетровського ліцею інформаційних технологій ДНУ імені Олеся Гончара, Дніпропетровського обласного ліцею фізико-математичного профілю, Українського фізико-математичного ліцею, Львівського фізико-математичний ліцею, Київського природничо-наукового ліцею № 145, Херсонського фізико-технічного ліцею та інших

## База даних учасників Всеукраїнських олімпіад
Ресурс data.oi.in.ua надає турнірні таблиці Всеукраїнських олімпіад з інформатики, інформаційних технологій та математики.[джерело?]